# Oshiya
Oshiya (押し屋?), o «empujador», es un término informal japonés usado para denominar a lo trabajadores que se ubican en los andenes de las estaciones de ferrocarriles durante las horas punta de la mañana y la noche y empujan a la gente dentro del tren. Cuando se introdujeron a los oshiya por primera vez en la estación de Shinjuku, se los llamaba «empleados de acomodación de pasajeros» (旅客整理係 ryokaku seiri gakari?), y estaban compuestos generalmente por estudiantes trabajando a tiempo parcial. En la mayoría de los casos, los oshiya se paran en los andenes de las estaciones junto a las vías, guiando a los pasajeros y llevando a cabo chequeos de seguridad. En líneas como Keiō Inokashira, donde los pasajeros tienden a agruparse en ciertos vagones, los empleados los redistribuyen hacia sitios menos congestionados, además de empujarlos.

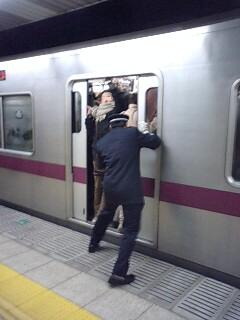
Un oshiya en la estación Sangen-Jaya.

El término oshiya (押し屋?) deriva del verbo «osu» (押す?), que significa «empujar» más el sufijo «-ya» (屋?), que indica «línea de trabajo».

## Proceso
Los pasos que se realizan en el trabajo de un oshiya son:
1. Antes de que el tren llegue a la estación, llevan a cabo chequeos de seguridad.
2. Cuando el tren se detiene, vigilan a los pasajeros que suben y bajan.
3. Justo antes de que el tren arranque, guían a los pasajeros que no pueden encontrar un sitio a una puerta donde hay más espacio.
4. Cuando las puertas se cierran, revisan que ningún pasajero u objeto se haya quedado atrapado.
5. Si algún pasajero está atrapado, lo empujan.
6. Cuando terminan en su área, van a ayudar a otra. También desempeñan el trabajo de «sacadores» (剥ぎ取り屋 hagi-tori-ya?), sacando pasajeros que intentan subirse demasiado tarde, o cuando el tren está demasiado lleno.
7. Una vez que las puertas se cierran, levantan una bandera, una mano o una lámpara para avisar al conductor.

- Datos: Q1756083
- Multimedia: Pusher (railway station attendant) / Q1756083